# Real Madrid Castilla
A Real Madrid Castilla egy spanyol labdarúgócsapat, a Real Madrid tartalékcsapata, amely jelenleg a spanyol harmadosztályban, a Segunda División B-ben szerepel.
A spanyolországi szabályok miatt, miszerint a tartalék csapatok nem szerepelhetnek egy bajnokságban az első számú együttessel, a Castilla csak akkor szerepelhet a spanyol első osztályban, ha a Real Madrid kiesik az első osztályból.

## Története

### AD Plus Ultra
Az 1930-ban megalapított klub egészen 1948-ig, a Real Madriddal kötött együttműködési szerződésig a spanyol harmadosztályban (ma negyedosztály), a Tercera Divisiónban játszott. A Real innentől kezdve anyagi támogatást is nyújtott a csapatnak, és 1949-ben följutottak a Segunda Divisiónba. Az AD Plus Ultra 1952-ben lett a Real Madrid hivatalos tartalékcsapata. A csapat 1954-ben megnyerte a spanyol U-19-es kupát, ahol a döntőben az Espanyolt 2:1-re győzték le. Az AD Plus Ultra 1959-ben a Király-kupa negyeddöntőjébe is eljutott, ahol azonban a későbbi döntős Granada 7:2-re legyőzte őket.
Az 1950-es, 1960-as években a később az 1. csapatba felkerült labdarúgók, például Zárraga, Mateos, Ramón Marsal Ribo, vagy a későbbi Atlético-játékos Luis Aragonés, mind megfordultak itt. A gárda 1972-ben a spanyol szövetség hatására nevet változtatott, ekkortól Castilla Club de Fútbol volt a csapat hivatalos neve.

### Castilla CF
A Castilla az 1979-80-as szezonban érte el története eddigi legnagyobb sikerét, bejutott a Király kupa döntőjébe. A menetelés során több első osztályú együttest is legyőztek, például az Athletic Bilbaot, a Real Sociedadot vagy a Sporting Gijónt. A döntőben a Castilla az első számú csapatukkal, a Real Madriddal találkozott. Bár a döntőt simán, 6:1-re elvesztették, mivel a Real megnyerte az az évi bajnokságot, így a Castilla elindulhatott a KEK-ben. Az első fordulóban a spanyol kiscsapat az angol West Hammel találkozott. Az első mérkőzésen, hazai pályán a Castilla 3:1-re győzött, azonban a visszavágón hosszabbítás után 5:1-re kikaptak, így kénytelenek voltak rögtön az első kör után búcsúzni.
1984-ben a korábbi Real-játékos, Amancio edzősködése idején a Castilla újabb sikert könyvelhetett el, ugyanis megnyerték a Segunda Divisiónt. Ám mivel a Real az első osztályban szerepelt, így a Castilla hiába végzett az első helyen, a szabályok értelmében nem juthattak föl a legmagasabb osztályba. A csapat tagja volt ekkor a spanyol sajtó által La Quinta del Buitre-nek nevezett öt játékos, Butragueño, Sanchís, Vázquez, Míchel és Pardeza, akik később a Realnak is meghatározó játékosaivá váltak. A gárda legközelebb az 1987-88-as szezonban ért el kiemelkedő eredményt, amikor bronzérmesek lettek a másodosztályban, ám ismét nem jutottak fel.

### Real Madrid B
1991-ben a Spanyol Labdarúgó-szövetség megtiltotta az eltérő nevek használatát a tartalékcsapatok számára, így a Castilla a Real Madrid B nevet vette fel. Az 1990-es évek elején két, korábban a Castillában is megfordult játékos, Vicente Del Bosque és Rafa Benítez is itt kezdte el edzői pályafutását. Bár az együttes 1997-ben kiesett a Segunda B-be, kiváló játékosok (például Cañizares, Urzaiz, Raúl, Casillas) kerültek ki innen, akik vagy a Real Madridban, vagy más spanyol csapatokban lettek sikeresek.

### Real Madrid Castilla
A 2004-05-ös szezonban az akkori edző, Juan Ramón López Caro (később a Real edzője is volt) visszavezette a Castillát a másodosztályba. Eközben a Real Madrid Castilla nevet kezdték használni. 2006-ban az együttes egy 6000 férőhelyes, új stadionba költözhetett, melyet a Real korábbi legendájáról, Alfredo Di Stéfanoról neveztek el.
A Castillában továbbra is felbukkantak tehetséges játékosok, például Roberto Soldado, aki ma a Tottenham Hotspur FC csapatában játszik, vagy Álvaro Arbeloa, aki egy Liverpooli kitérő után újra a Real Madrid labdarúgója.
A 2006-07-es szezont a korábbi Real-játékos, Míchel vezetésével csak a csalódást keltő 19. helyen fejezték be. Emiatt Míchel rengeteg kritikát kapott, amiért hiába voltak jó játékosok a keretben, például De la Red vagy Granero (akik jelenleg a Real Madridot erősítik, Előbbi mint edző, utóbbi játékosként) mégis kiestek a harmadosztályba.
2008. július 11. óta ismét új edzővel, Julen Lopeteguivel szerepel a Castilla. 2007-től 2010-ig a magyar Szalai Ádám is tagja volt a csapatnak.

## Sikerei
- Copa del Rey

Döntős: 1979–80
- Segunda División

Győztes:(1): 1983–84
- Segunda División B

Győztes(5): 1990–91, 2001–02, 2004–05, 2011–12, 2015–16
- Tercera División

Győztes(6): 1948–49, 1954–55, 1956–57, 1963–64, 1965–66, 1967–68

## Jelenlegi keret
2021. augusztus 1. szerint.
| #  |     | Poszt | Név                                             |
| -- | --- | ----- | ----------------------------------------------- |
| 1  | ESP | K     | Toni Fuidias                                    |
| 13 | ESP | K     | Luis López                                      |
| 24 | ESP | K     | Lucas Cañizares                                 |
| 2  | ESP | V     | Sergio Santos                                   |
| 3  | ESP | V     | Miguel Gutiérrez                                |
| 4  | ESP | V     | Mario Gila (Csapatkapitány-helyettes)           |
| 5  | ESP | V     | Pablo Ramón                                     |
| 15 | ESP | V     | Álvaro Carrillo                                 |
| 16 | ESP | V     | Rafa Marín                                      |
| 18 | ESP | V     | Alberto Retuerta                                |
| —  | BRA | V     | Vinicius Tobias (kölcsönben a Sahtar Donecktől) |
| 6  | IND | KP    | Anirudh Thapa ()                                |

| #  |     | Poszt | Név               |
| -- | --- | ----- | ----------------- |
| 7  | ESP | KP    | Marvin            |
| 8  | ESP | KP    | Carlos Dotor      |
| 10 | ARG | KP    | Sergio Arribas    |
| 11 | DOM | KP    | Peter González    |
| 14 | ESP | KP    | Iván Morante      |
| 17 | ESP | KP    | Jaume Jardí       |
| 20 | ESP | KP    | Alberto Fernández |
| 22 | ESP | KP    | Óscar Aranda      |
| 23 | FRA | KP    | Theo Zidane       |
| 9  | ESP | CS    | Juanmi Latasa     |
| 19 | ISL | CS    | Andri Guðjohnsen  |

## Ismertebb játékosok
| - Esteban Cambiasso - Juan Eduardo Esnáider - Kevin Franck - Pedro Iarley - Flemming Povlsen - Chupe - Juan Epitié - Zeferino Borges - Korolovszky Gábor - Szalai Ádám - Harvey Esajas - Mutiu Adepoju - Marcio Santos - Jonay Hernández - Julio Álvarez - Rubén Arocha - Luis Aragonés - Carlos Aranda - Álvaro Arbeloa - Javier Balboa - Rafael Benítez - Raúl Bravo - Emilio Butragueño - Santiago Cañizares - Pedro Casada - Iker Casillas - José Luis Caminero | - Pedro Contreras - Corona - Enrique Corrales - Vicente Del Bosque - Javier Dorado - Gallego - Dani García - Javi Guerrero - José García Calvo - Luis García Fernández - Fernando Fernández - Grosso - Guti - Jurado - Julen Lopetegui - Jordi López - Pedro López - Marsal - Mateos - Míchel - Mista - Álvaro Negredo - Antonio Núñez - Josñé Ochotorena - Juan Olalla - Miguel Pardeza - Francisco Pavón | - Alfonso Pérez - Pineda - Javier Portillo - Raúl - Alberto Rivera - Ángel Robles - Agustín Rodríguez - Carlos Sánchez - Jaime Sánchez - Víctor Sánchez - Manu Sánchez - Manuel Sanchís - Andrés Santos - Serena - Sousa - Roberto Soldado - Manuel Tena - Roberto Trashorras - Tote - Ismael Urzaiz - Valdo - Rafael Martín Vázquez - Vidal - Villa - Pablo Villanueva - Zárraga |

## Ismertebb edzők
- Miguel Muñoz 1952 - 1953
- Juanjo García 1979 - 1981
- Amancio Amaro 1983 - 1984
- Vicente del Bosque 1987 - 1992 (?)
- Mariano García Remón 1992-1993
- Rafael Benítez 1993 - 1995
- José Antonio Grande 1995-1997
- Miguel Ángel Portugal 1997-1999
- Juan Ramón López Caro 2000 - 2005
- Miguel Ángel Portugal 2005 - 2006
- Míchel 2006 - 2007
- Juan Carlos Mandiá 2007 - 2008
- Julen Lopetegui 2008 - 2009
- Alejandro Menéndez 2009 - 2011
- Alberto Toril 2011 - 2013
- Manolo Díaz 2013 - 2014
- Zinédine Zidane 2014 - 2016
- Luís Miguel Ramis 2016
- Santiago Solari 2016 - 2018
- Raúl González 2019 -

## Külső hivatkozások
- Real Madrid Castilla Official club website (spanyolul)/(angolul)/(japánul)
- Real Madrid Castilla News, Photos and Videos
- Futbolme.com profile (spanyolul)
- BDFutbol team profile
- Castilla CF in Europe
- Segunda B Division Table
- Real Madrid Castilla fans
- Club & stadium history Estadios de Espana (angolul)